# Heidegger-Rezeption
Martin Heidegger gilt als einer der einflussreichsten Philosophen des 20. Jahrhunderts. Seine Gedanken wirkten direkt und über einige Schüler auf die moderne Philosophie auch außerhalb Deutschlands sowie auf andere Geisteswissenschaften. Als „Fall Heidegger“ wird der Teil der Rezeption bezeichnet, der sich mit Heideggers Engagement im „Dritten Reich“ und der Frage befasst, ob und in welchem Maß seine Philosophie nationalsozialistisch geprägt ist.

## Wirkung und Rezeption in der abendländischen Tradition

### Jean-Paul Sartre
Sartre zeigte sich gegenüber Martin Heidegger zu großem Dank und Anerkennung verpflichtet. Sartre ging jedoch in eigener Weise über Heidegger hinaus. Ab 1938 las er einige Übersetzungen, dann 1939 das bereits im Jahre 1934 erworbene Sein und Zeit; dabei erklärte er, dass ihm die Lektüre aufgrund des eigenwilligen Vokabulars nicht leichtgefallen sei. Inhaltlich war Heidegger für ihn ein „Schock“, wegen des radikalen Bruchs mit der traditionellen Weise zu Philosophieren. 1943 erscheint von ihm Das Sein und das Nichts, wobei sich nicht nur dessen Titel an Sein und Zeit anlehnt, sondern auch viele Inhalte auf Sartres Heidegger-Lektüre zurückgehen. Auf Sartres Essay Der Existenzialismus ist ein Humanismus von 1946 reagierte Heidegger in einem Brief an Jean Beaufret, dem so genannten Humanismusbrief, in dem er deutlich machte, dass seine und Sartres Denkweisen unvereinbar nebeneinander stünden.
„Orthodoxe“ Heideggerianer kritisieren eine Reihe von Sinnverkehrungen bei der Übernahme Heideggerscher Ideen. So wird der Begriff des Seins nicht mehr wie bei Heidegger der ontologischen Differenz gemäß im Gegensatz zum Seienden verstanden, sondern es rückt hier das Nichts an die Stelle der Zeit einerseits und übernimmt andererseits den Gegensatz zum Sein. Hiervon ausgehend nimmt die Suche nach dem Sein bei Sartre einen ironischen und absurden Verlauf, denn das Sein wird der Nichtung gegenübergestellt, der Mensch steht im „Für-sich“ dem „An-sich“ unüberwindbar gegenüber. Ein Dualismus, der sich in Sartres Begriff der Existenz (als physisches Sein) und der Essenz (als frei zu bestimmend) fortsetzt und darin mündet, dass beim Philosophieren nun doch wieder auf das Subjekt als „ich denke“ zurückgegriffen werden muss.
Sartre übernahm weiterhin Heideggers Begriff von der Faktizität, welcher beschreibt, dass der Mensch immer schon – ohne seine bewusste Entscheidung – sich in einer Welt wieder findet und deren Prägung ausgesetzt sieht. (Heidegger: „Dasein existiert faktisch.“) Wodurch sich wiederum ein Dualismus von Situierung und Freiheit ergibt. In Anlehnung an Heideggers Analyse des Man vollzog Sartre einige schwungvolle phänomenologische Analysen der Unaufrichtigkeit (mauvaise foi), welche nicht zuletzt zur Popularität des Existenzialismus beigetragen haben.
Große Unterschiede zeigen sich bei Sartres Analyse des „Anderen“, also dem Verhältnis zum Mitmenschen. Sartre warf Heidegger vor, durch eine ontologische Beschränkung auf das In-der-Welt-sein die Mannigfaltigkeit und Verschiedenheit der unterschiedlichen „Bewußtseine“ zu nivellieren. Sartre setzt Heideggers – für seine Begriffe – rein formalen Bestimmung des Mitseins ein konkreteres Modell entgegen, das seiner Meinung nach auch die möglichen Kämpfe und Konflikte plausibel macht. Es ist jedoch umstritten, ob dieser Mangel sich so bei Heidegger findet. Sartre verkannte außerdem die zentrale Bedeutung des von Heidegger eingeführten Zeugzusammenhangs, des Verstehens (welches er unzulässig mit Verstand gleichsetzt) und der Rede.
In späteren Jahren wurden Sartres Bezüge zu Heidegger spärlicher, und ab Anfang der Fünfziger verzichtete Sartre gänzlich auf eine gründliche Heidegger-Lektüre. Heidegger andererseits habe nach Aussagen Jean Beaufrets nie mehr als hundert Seiten von Das Sein und das Nichts gelesen. Heidegger sah trotz Anerkennung Sartres, in dessen Werk nur eine neumodische Version des metaphysischen Subjektivismus. Ein Besuch Sartres bei Heidegger im Jahr 1952 fiel für letzteren ernüchternd aus, wohl auch weil beide – der Großstadt-Intellektuelle und der naturverbundene Universitätsprofessor – aus anderen Verhältnissen kamen. Sartre brachte danach seine Enttäuschung zum Ausdruck: „Er verabscheut das Engagement. Ich habe ihm davon erzählt. Ich wurde mit unendlichem Mitgefühl beobachtet. Am Ende redete ich mit seinem Hut.“

### Hans-Georg Gadamer
Gadamer, ein Schüler Heideggers, knüpfte an den hermeneutischen Ansatz Heideggers an. Allerdings wies Heidegger selbst auf den Unterschied hin: "Die hermeneutische Philosophie, ach, das ist die Sache von Gadamer." (Zitiert in: Gadamer-Lesebuch, Tübingen 1997, S. 281) Gadamer begründete die moderne Hermeneutik mit seinem 1960 erschienenen Hauptwerk „Wahrheit und Methode“, in dem er vor allem die Rolle der Kunst für die ontologische Wahrheitsfindung hervorhob. Im Kunsterleben sah Gadamer ein Verstehen, jedoch nicht als beherrschendes und begreifendes, sondern als Prozess, als Geschehen. Wesentlich ist "die universale Rolle der Sprachlichkeit, die damit eine ontologische Dimension der Hermeneutik freilegt." (Gadamer, zitiert ebd., S. 285) Deutlich sind die Parallelen zu Heideggers Vortrag „Der Ursprung des Kunstwerkes“ und dem in „Sein und Zeit“ als Existenzial herausgestelltem Verstehen des Daseins. Jürgen Habermas würdigte 1979 Gadamers Wirken mit dem oft zitierten Ausdruck „Urbanisierung der Heideggerschen Provinz“.

### Hannah Arendt
Arendt zeigte sich in ihren frühen Schriften („Der Liebesbegriff bei Augustin“) stark durch Heidegger geprägt. Nach ihrem Bruch mit Heidegger 1933 ging sie zu diesem auf Distanz. In ihrem 1946 auf Englisch erschienenen Aufsatz „Was ist Existenzphilosophie?“ (dt.:1948) kritisierte sie an Heideggers Philosophie das Fehlen eines Subjekts, welches auf politischer Ebene moralische Verantwortung übernehmen könnte. Nach dieser Lossagung näherte sich Arendt jedoch mit ihrem philosophischen Spätwerk „Vita activa oder Vom tätigen Leben“ wieder an Heidegger an: das Buch, so Arendt in einem privaten Brief an Heidegger, schulde ihm „in jeder Hinsicht so ziemlich alles“. Sie bedauerte, dass sie es ihm aus den bekannten Gründen nicht widmen konnte. In diesem Werk griff sie unter anderem Heideggers Begriff der Welt auf, den sie als Raum für das politische Handeln deutete. Totalitäre Herrschaft sei ein Zustand der „Weltlosigkeit“, da sie die Menschen aus einer gemeinsamen Welt herausstoße. In ihrer Laudatio zu Heideggers 80. Geburtstag betrieb sie 1969 fast durchgehend Heidegger-Apologetik, was sein Werk, aber auch seine Haltung zum Nationalsozialismus betrifft.

### Herbert Marcuse
Marcuse hat in den 1920er-Jahren Heideggers frühe Freiburger Vorlesungen besucht. Später versuchte er Heideggers in „Sein und Zeit“ vorgelegte Philosophie für den Marxismus fruchtbar zu machen. Dabei faszinierte Marcuse vor allem Heideggers Verankerung der Philosophie in der Faktizität des Daseins und der damit gegebene hohe Praxisbezug. Heideggers existenziale Analytik muss jedoch, so Marcuse, durch den historischen Materialismus ergänzt werden. Sein bekanntestes Buch „Der eindimensionale Mensch“ kann als Versuch dieser Zusammenführung gelten. Später sagt sich jedoch Marcuse von Heidegger los. In einem an Heidegger gerichteten Brief warf er diesem vor, niemals zu seinen politischen Handlungen von 1933/34 Stellung bezogen zu haben.

### Emmanuel Levinas
Levinas kam 1928/29 nach Freiburg, um dort Husserl zu hören, er entdeckte dort auch Heidegger für sich. Er sah in Heidegger den bedeutendsten Philosophen des 20. Jahrhunderts. Dabei bezog er sich vor allem auf „Sein und Zeit“. Schon früh allerdings begann Levinas Heidegger kritisch zu lesen. Dabei bemängelte er vor allem die in der europäischen Tradition verankerte Denkungsart, das Allgemeine über das Einzelne zu stellen, das Sein über das Seiende. Er versuchte stattdessen einen „Weg vom Sein zum Seienden“ zu finden. Heideggers Technikkritik teilte er nicht, er sah in der Technik stattdessen ein Instrument der Befreiung.

### Maurice Merleau-Ponty
Maurice Merleau-Pontys Auseinandersetzung mit Heidegger war fast durchgehend bejahend. Mit seinem Begriff des „être-au-monde“ (Zur-Welt-sein) knüpfte er an Heideggers In-der-Welt sein an und betonte vor allem den dynamischen Charakter des Weltbezugs als einen immer im Gang befindlichen Prozess. Damit stand er im Gegensatz zu Sartres existenzialistischer Heidegger-Rezeption. Seine Phänomenologie betonte im Unterschied zu Heidegger stärker den leiblichen Aspekt des Weltumgangs: standen bei Heidegger für die Erschließung der Welt eher eingeschliffene Handlungsvollzüge im Vordergrund, so sah Merleau-Ponty die Orientierung und Verankerung in Situationen eher durch sinnlich-leibliche Erfahrungen gegeben.

### Michel Foucault
Für Michel Foucault war Heidegger „immer der maßgebliche Philosoph gewesen“ und er sah sein „ganzes philosophisches Werden“ von der Lektüre Heideggers bestimmt. Jedoch ist keine durchgängige Wirkungslinie in Foucaults Heidegger-Rezeption auszumachen, stattdessen knüpfte Foucault an eine Vielzahl einzelner Ideen an.

### Jacques Derrida
Derrida knüpfte mit seiner Dekonstruktion an Heideggers Programm der Destruktion der Metaphysik an, gleichzeitig wollte er sich mit dem Begriff auch von Heidegger distanzieren. Er warf Heidegger vor, durch die Einteilung „innerhalb der Metaphysik“ und „außerhalb der Metaphysik“ immer noch im metaphysisch-kategorisierenden Denken zu bleiben. Allerdings zeigt sich hieran auch, dass Derrida Heideggers spätes Denken – das eines Anderen Anfangs, in dem Heidegger genau dieses Problem zu überwinden sucht – nicht mehr rezipierte.

### Gianni Vattimo(pensiero debole)
In der jüngeren italienischen Philosophie knüpft insbesondere Gianni Vattimo mit dem Konzept des pensiero debole (schwaches Denken) an Heidegger an. Gegen diese Heidegger-Faszination in seinem Land wendet sich wiederum entschieden der Philosoph Paolo Rossi.
Heidegger beeinflusste zahlreiche weitere Philosophen wie Hermann Schmitz oder Ernst Tugendhat.

## Heidegger-Rezeption durch analytische Philosophen
Insgesamt stehen die meisten analytisch geschulten Philosophen Heidegger kritisch gegenüber, vor allem in den frühen Phasen analytischer Philosophie, als diese sich mehrheitlich durch relativ strikte Orientierung an sprachanalytischen Methoden und empiristischen Sinnkriterien definierte.
Ausgehend von sprachanalytischen Betrachtungen wird die Produktion diverser Scheinprobleme durch sprachliche und begriffliche Verwirrungen kritisiert. Dazu hat vor allem Carnaps Kritik schon recht früh maßgebend beigetragen. Dabei bemängelte Carnap nicht, dass dem Wortgebrauch Heideggers keine Sinnesdaten zugrunde lägen oder Wortneuschöpfungen dem allgemeinen Sprachgebrauch widersprächen. Vielmehr entspreche er nicht den Regeln der Logik, denn diese hatte, so Carnap, gezeigt, dass z. B. der Begriff des Nichts weder ein Substantiv noch ein Verb ist – Heidegger hingegen verwendete ihn in beiden Bedeutungen. Allerdings war Carnap klar, dass diese Kritik Heidegger nicht treffen konnte, denn Heidegger hatte die Logik als Grundlage aller Philosophie stark in ihre Schranken verwiesen. Carnaps Kritik ist daher breiter angelegt, wenn er fordert, die Philosophie müsse, gleich den Naturwissenschaften, eher einem Gebäude gleichen, an welchem alle nach allgemein anerkannten Regeln mitbauen können. Friedman bezeichnet diese philosophisch-politische Orientierung etwa als neue Sachlichkeit, eine Bewegung, welche sich dem Internationalismus einer sachorientierten, wissenschaftlichen und antiindividualistischen Neugestaltung verpflichtet hatte. In Friedmans Einschätzung ist diese soziale und politische Motivation Carnaps wesentlich für dessen Angriffe auf Heidegger – Carnap selbst sprach vom „Kampf gegen die Metaphysik“. In seiner philosophiegeschichtlichen Studie zeigt Friedman den großen Gegensatz von „kontinentaler“ und analytischer Tradition anhand von eben Heidegger und Carnap. Bezüglich der Beziehung beider Traditionen resümiert er:
„Wir können entweder, mit Carnap, an der formalen Logik als dem Ideal universeller Gültigkeit festhalten und uns demzufolge auf eine Philosophie der mathematischen exakten Wissenschaften beschränken; oder wir können uns, mit Heidegger, von der Logik und dem ‚exakten Denken‘ abnabeln, mit dem Resultat, dass wir letztlich das Ideal wahrhaft universeller Gültigkeit aufgeben. Wenn ich nicht irre, dann ist es eben dieses Dilemma, das am Grund der für das 20. Jahrhundert typischen Spaltung von ‚analytischer‘ und ‚kontinentaler‘ Tradition liegt.“
Hinzu kam die geographische Spaltung durch die Migration Carnaps (und Cassirers) nach der Machtergreifung der Nationalsozialisten. Friedman sieht aber im Werk Cassirers die beste Möglichkeit, beide Traditionen zum Dialog zu führen, denn Cassirer selbst hatte sich stets um die Integration der unterschiedlichsten Denkweisen in seine Philosophie der symbolischen Formen bemüht.
In jüngerer Zeit wurden auch analytische Rekonstruktionen und Verteidigungen einiger Auffassungen Heideggers vorgelegt. Nennenswert sind beispielsweise die Arbeiten von Taylor Carman, der auf insgesamt weitgehend kantischer Grundlage Heidegger eine interessante Alternativposition zu den Intentionalitätstheorien von beispielsweise Daniel Dennett oder John Searle zuschreibt.
Bekannt ist auch die wohlwollende Rezeption von Hubert Dreyfus. Dabei liegt der Schwerpunkt auf dem ersten Teil von „Sein und Zeit“ und hier wiederum auf den pragmatisch zu deutenden Ansätzen sowie den gegen cartesianische Thesen fruchtbar zu machenden Aspekten. Dreyfus stellt diese Searles Auffassung von Intentionalität entgegen.
Andere wichtige analytische Interpretationen zu Teilaspekten von Heideggers Werk stammen beispielsweise von John Haugeland, Robert Brandom, William Blattner oder John Richardson. Daneben gibt es kritische Arbeiten beispielsweise von William Valicella. Auch Richard Rorty, der zumindest mit seinen frühen Arbeiten als analytischer Philosoph gelten kann, hat über Heidegger geschrieben. Rortys Entwicklung und deren kontroverse Beurteilung teilweise auch bei den eben erwähnten analytischen Heidegger-Interpreten andererseits ist selbst ein gutes Beispiel dafür, dass früher gezogene Grenzen zwischen „analytischer“ und „kontinentaler“ Tradition in mehreren Hinsichten problematisch geworden sind.

## Heidegger und das ostasiatische Denken
Heidegger ist der erste große europäische Denker, der nicht nur eine breite Rezeption im ostasiatischen Raum fand, sondern dessen Denkweg auch ständig durch Gespräche mit ostasiatischen Philosophen begleitet wurde. Bereits in den zwanziger Jahren nahmen viele später bedeutende japanische Philosophen an seinen Seminaren teil, so zum Beispiel Tanabe Hajime, Miki Kiysoshi, Kuki Shuzo, Watsuji Tetsurō, Nishitani Keiji, Hisamatsu Shin’ichi und Tsujimura Kōichi als die bedeutendsten. Dies führte für beide Seiten zu einem breiten Dialog. Auch versuchte Heidegger 1946 zusammen mit dem Chinesen Paul Shih-yi Hisao das Daodejing zu übersetzen.
In „Was heißt Denken?“ sprach Heidegger erstmals vom „unausweichlichem Gespräch mit der ostasiatischen Welt“. An anderer Stelle setzte er dann für den Prozess der Begegnung 300 Jahre an. Heidegger suchte den Dialog und war der Auffassung, dass es nicht einfach um eine Übernahme zum Beispiel zen-buddhistischer oder anderer östlicher Welterfahrung gehen kann.
Derzeit gibt es sieben japanische Übersetzungen von „Sein und Zeit“, sowie eine japanische Gesamtausgabe, welche parallel zur deutschen erarbeitet wird. Ebenso hat sich in Japan eine breite Heidegger-Forschung entwickelt. Für die umfassende Rezeption ist, wie Tanabe betont, vor allem Heideggers starker Bezug zum Tod verantwortlich, ein Thema, das z. B. im Daoismus und Zen-Buddhismus von grundlegender Bedeutung ist. Nishitani Keiji und Tsujimura Kōichi fanden vor allem an Heideggers (seins-)geschichtlicher Deutung des Nihilismus und der Technik Interesse, da ihrer Meinung nach geschichtliche Aspekte dem zen-buddhistischen Denken fehlen.
In Südkorea sind vor allem Park Chong-Hong und Ha Ki-Rak zu nennen, die sich mit dem Heideggerschen Werk befassten. Der Koreaner Cho Kah Kyung, seit längerem in den USA lehrend, versucht dort eine Brücke zwischen abendländischem Denken und ostasiatischer Tradition zu schlagen. In China ist der Name Chang Chung-yuan zu nennen, der 1969 in Honolulu das Symposion „Heidegger and the Eastern Thought“ organisierte.
Außer in Ostasien fand Heidegger auch in Indien Anklang. Sein bedeutendster Schüler ist Jarava Lal Metha, welcher auch direkten Kontakt zu Heidegger hatte und der sich durch seine Bücher darum bemüht, Heideggers Denken in Indien bekannt zu machen.

## Rezeption in anderen Bereichen
Heideggers Wirkung blieb nicht nur auf die Philosophie beschränkt. Vor allem durch sein Werk „Sein und Zeit“ beeinflusste Heidegger die Psychoanalytiker Medard Boss, Jacques Lacan und Ludwig Binswanger. Heideggers Denken hat schon seit den 1920er-Jahren einen starken Einfluss auf die protestantische Theologie ausgeübt (vor allem auf Rudolf Bultmann – mit dem Heidegger befreundet war – und dessen Schüler). Zur „katholischen Heideggerschule“ (Erich Przywara) werden Gustav Siewerth, Johann Baptist Lotz, Karl Rahner, Bernhard Welte, Max Müller und Karl Lehmann gerechnet. Eine bedeutende Heidegger-Wirkung ist ferner in der Literaturwissenschaft (Emil Staiger) und in der Übersetzungswissenschaft (George Steiner, Fritz Paepcke, Radegundis Stolze) nachweisbar. In der Kunstwissenschaft lassen sich Einflüsse besonders auf Hans Jantzen und Kurt Bauch nachvollziehen.

## Aktuelle Heidegger-Forschung
Die aktuelle deutschsprachige Heidegger-Forschung ist unübersichtlich, es lassen sich aber drei verschiedene Institutionen unterscheiden, die wichtige Akteure der Heidegger-Forschung sind: Die Martin-Heidegger-Gesellschaft wurde 1985 gegründet und organisiert seitdem etwa alle zwei Jahre eine wissenschaftliche Tagung zu einem Thema der Heideggerschen Philosophie, zuletzt 2013 in Tübingen. Der aktuelle Vorsitzende des Vorstands der Heidegger-Gesellschaft ist der österreichische Philosoph Helmuth Vetter. Der zweite Vorsitzende der Heidegger-Gesellschaft ist Klaus Neugebauer. (Stand: Januar 2015).
Alfred Denker und Holger Zaborowski haben die sogenannte Heidegger-Forschungsgruppe etabliert, die eine ausführliche Bibliographie der Schriften Heideggers erstellt hat und sich regelmäßig, ebenfalls etwa alle zwei Jahre, zur sogenannten „Meßkicher Heidegger-Konferenz“ in Heideggers Geburtsstadt trifft. Die fünfte Konferenz zum Thema „Freiheit und Geschick“ ist für das Frühjahr 2014 angesetzt. Seit 2013 werden in Kooperation mit der Meßkircher Martin-Heidegger-Stiftung Fellowships zur Arbeit am Meßkircher Martin-Heidegger-Archiv vergeben.
Seit Herbst 2012 besteht an der Bergischen Universität Wuppertal das erste Martin-Heidegger-Institut unter der Leitung von Peter Trawny im deutschsprachigen Raum. Es beschäftigt sich kritisch mit den Werken und den Lehren Heideggers. Die Idee zur Gründung eines solchen Instituts ist nach Klaus Held bereits über 40 Jahre alt, scheiterte aber des Öfteren an Heidegger selbst. Das Institut wird von internationalen Heidegger-Forschern, zahlreichen renommierten Philosophen und auch der Familie Heideggers, die bereits seltene Dokumente zur Verfügung stellte, unterstützt. Mit deren Mitwirken sollen regelmäßig internationale Veranstaltungen in Wuppertal stattfinden. Zum Gründungsakt fand sich bereits der Philosoph Friedrich-Wilhelm von Herrmann an der Universität ein.
In Lehrveranstaltungen und Vortragsreihen soll es unter anderem um eine Übertragung von Heideggers Originalität auf seine Rezeption gehen. Einen Kernpunkt bildet dabei die Editionsarbeit an der Gesamtausgabe Heideggers. Dazu kooperiert das Institut mit dem ebenfalls an der Bergischen Universität beheimateten Institut für phänomenologische Forschung. Ende Mai 2013 fand eine dreitägige internationale Konferenz zum Thema „Heideggers Esoterik? Zum Verhältnis von Philosophie und Öffentlichkeit“ statt, die Edition vereinzelter Bände ist in Planung. Im November fand ein internationaler Forschungstag im Gästehaus auf dem Campus Freudenberg der Universität statt, an dem auch die Albert-Ludwigs-Universität Freiburg sowie die Alexander von Humboldt-Stiftung kooperativ teilhatten. Eingeladen waren Experten aus mehreren Ländern, unter ihnen der slowenische Philosoph Dean Komel.

## Parodien

### Heidegger in der Satire
Heidegger wurde vor allem wegen seines eigentümlichen Umgangs mit der Sprache vielfach zum Gegenstand von Satiren. So zum Beispiel in Gabriel Marcels Theaterstück „La Dimension Florestan“, in dem es in ironischer Anspielung auf Heideggers vermeintlich tautologischen Sprachgebrauch heißt: „Die Birne birnt, haben Sie gesagt, der Apfel apfelt, haben Sie mir mit noch unabweislicherer Autorität ergänzt.“ Günter Grass lässt in seinem Roman „Hundejahre“ einen durch Heidegger inspirierten Feldwebel mit den Worten auftreten: „Und eben das Wörtchen Existenz passte überall hin: 'Existier mir mal ne Zigarette […]. Wenn du nicht gleich die Fresse hältst, existiere ich Dir eine.' […] Wochenendurlaub hieß Existierpause.“ Elfriede Jelinek findet in ihrem Theaterstück „Totenauberg“ die Wendung vom „Herrchen des Seins“ in Anspielung auf Heideggers Humanismusbrief. Deren österreichischer Schriftstellerkollege Thomas Bernhard legte der Hauptfigur seines Romans Alte Meister, dem Kunstkritiker Reger, eine groteske Schimpftirade gegen Heidegger samt der Heidegger-Rezeption in deutschen Intellektuellenkreisen in den Mund. Heidegger wird darin etwa ein „Voralpenschwachdenker“ genannt, zur Heidegger-Rezeption bemerkt Reger: „Die Heideggerkuh ist längst abgemagert, aber die Heideggermilch wird immer noch gemolken.“ Thomas Pigor schrieb sogar ein „Heidegger Lied“, in dem zu karibischen Rhythmen der Hörer den Schwarzwald rauf und runter „geheideggert“ wird. Die Satiriker Jörg Metes und Tex Rubinowitz haben Heideggers Stil mit den (natürlich erfundenen) „sieben sinnentstellendsten Druckfehlern in der ersten Auflage von Heideggers ‚Sein und Zeit‘“ einen Spiegel vorgehalten, etwa:
„S. 85 Mitte: ‚Das ontologisch verstandene Bewendenlassen ist vorgängige Freigabe des Seienden auf seine innerumweltliche Zuhandenheit.‘ Nicht jedoch: ‚Das ontologisch verstandene Bewendenlassen ist vorgängige Freigabe der Seilenden auf …‘“
Der Nietzsche-Forscher Erich F. Podach kritisierte seiner Meinung nach weit hergeholte und absichtlich unverständliche Interpretationen Nietzsches, wie er sie unter anderem bei Heidegger sah. Zur Veranschaulichung gab er eine Deutung von Nietzsches Gedicht Unter Töchtern der Wüste im Stil Heideggers – um aber die „Wüstentöchter“ recht profan als Prostituierte zu entlarven:
„[…] das Spielerische der Absenz bezeugt das Vorhandensein; es ist das Zuhandensein, worauf es nunmehr an-kommt, und der denkmetaphysische Vorwurf, von hier angezweifeltem Rechte, erlangte seine Bürge dadurch, daß einem Oasenbesucher nicht nur das eine, sondern auch das andere Beinchen der Wüstentochter zu-kommt. […] Gewisse Partien der Auslegung sind, trotz ihres Verschlüsseltseins, der Ab- und An-Frage sichvertiefender Lese aufschließbar, so der Beitrag zum Monologischen in der Wieder-Kehre des Ver- und Be-Ruflichen der Wüstentöchter. […]“

### Fritz Heidegger über seinen Bruder
In unmissverständlicher Kritik an der Alles verwerten wollenden modernen Wirtschaft bemerkte er im schwäbisch-alemannischen Dialekt: „Den Martin hot me für nix Gscheits brauche kenne, no isch er halt Philosoph worre.“ (Den Martin hat man für nichts Gescheites gebrauchen können, da ist er eben Philosoph geworden.)

### Zur Rezeption allgemein
- Dieter Thomä (Hrsg.): Heidegger-Handbuch. Leben – Werk – Wirkung. Metzler Verlag, Stuttgart 2003.
- Helmuth Vetter: Grundriss Heidegger. Ein Handbuch zu Leben und Werk. Verlag Meiner, Hamburg 2013.

### Zur Rezeption außerhalb Deutschlands
- Hartmut Buchner (Hrsg.): Japan und Heidegger: Gedenkschrift der Stadt Meßkirch zum hundertsten Geburtstag Martin Heideggers. Thorbecke, Sigmaringen 1989.
- Dominique Janicaud: Heidegger en France. 2 Bände. Albin Michel, Paris 2001.
- David Pettigrew: French interpretations of Heidegger : an exceptional reception. SUNY Press, Albany, N.Y. 2008.
- Samuel Fleischacker (Hrsg.): Heidegger's Jewish followers : essays on Hannah Arendt, Leo Strauss, Hans Jonas, and Emmanuel Levinas. Duquesne Univ. Press, Pittsburgh, Penn. 2008.
- Gabriel Liiceanu, Thomas Kleininger: Heideggers Rezeption in Rumänien (1931–1987). In: Studia Phaenomenologica. I (2001) 1–2, S. 25–43.
- Andreas Michel: Die französische Heidegger-Rezeption und ihre sprachlichen Konsequenzen : ein Beitrag zur Untersuchung fachsprachlicher Varietäten in der Philosophie. Winter, Heidelberg 2000.
- Tom Rockmore: Heidegger und die französische Philosophie. aus dem Amerikan. und Franz. von Thomas Laugstien. Zu Klampen, Lüneburg 2000, ISBN 3-924245-96-7.
- Gwang-Il Seo: Die Heidegger-Rezeption in Korea : mit einem Einblick in die Probleme der Heidegger-Forschung und Interpretation. Dissertation. Düsseldorf 1991.
- Translating Heidegger's Sein und Zeit. (= Studia Phaenomenologica. Band V). 2005, ISBN 973-50-1142-5. (Thema des Bandes ist die weltweite Rezeption des ersten Hauptwerks Heideggers)
- Martin V. Woessner: Heidegger in America. Cambridge University Press, New York u. a. 2011.

### Zur Rezeption in anderen Disziplinen
- Larisa Cercel: Hermeneutik des Übersetzens. Heidegger, Gadamer und die Translationswissenschaft. In: Studia Phaenomenologica. V (2005), S. 335–353.
- Larisa Cercel (Hrsg.): Übersetzung und Hermeneutik / Traduction et herméneutique. (Memento vom 4. September 2014 im Internet Archive) Zeta Books, Bucharest 2009, ISBN 978-973-1997-06-3.
- Carlos Astrada, Kurt Bauch, Ludwig Binswanger, Robert Heiss, Hans Kunz, Erich Ruprecht, Wolfgang Schadewaldt, Heinz-Horst Schrey, Emil Staiger, Wilhelm Szilasi, Carl Friedrich von Weizsäcker: Martin Heideggers Einfluß auf die Wissenschaften. Aus Anlass seines sechzigsten Geburtstages verfasst. Francke, Bern 1949.
- Otto Pöggeler: Philosophie und hermeneutische Theologie: Heidegger, Bultmann und die Folgen. Fink, München/Paderborn 2009.
- Renate Maas: Hans Jantzens Analyse ottonischer Kunst: Der Bildraum als Symbol historischen Anfangs und ontologischen Ursprungs. In: Ingrid Baumgärtner u. a. (Hrsg.): Raumkonzepte. V&R unipress, Göttingen 2009, S. 95–123.
- Renate Maas: Diaphan und gedichtet. Der künstlerische Raum bei Martin Heidegger und Hans Jantzen. Kassel 2015, ISBN 978-3-86219-854-2.